# Pritha garciai
Pritha garciai är en spindelart som först beskrevs av Simon 1892.  Pritha garciai ingår i släktet Pritha och familjen Filistatidae.
Artens utbredningsområde är Filippinerna. Inga underarter finns listade i Catalogue of Life.